# Рада лену (Швеція)
Рада лену (швед. landsting) є самоврядним місцевим органом влади і одним з головних адміністративних підрозділів Швеції. Є 20 рад ленів, кожна з яких відповідає лену. Ради ленів керуються зборами рад ленів (landstingsfullmäktige), які обираються електоратом округу кожні чотири роки на загальних виборах. Найважливішими обов'язками рад ленів є система громадської охорони здоров'я, що фінансується державою, та громадський транспорт.
У межах тих самих географічних кордонів, що й ради ленів, діють адміністративні ради ленів, адміністративна установа, що призначається урядом Швеції. Landsting, шведський термін для рад ленів, також як для колишніх верховних тінґів історичних провінцій Швеції. Станом на 2010 р. у різних зборах рад ленів було 1662 місця.
Конституційно, ради ленів здійснюють певний рівень муніципального самоврядування, передбачений Конституцією Швеції. Це не означає жодного федералізму, та відповідає статусу Швеції як унітарної держави.
У межах географічних кордонів ленів є також кілька менших комун та адміністрації, які здійснюють місцеве самоврядування незалежно від рад ленів. Їх також називають «первинними муніципалітетами» або primärkommuner, тоді як більші ради ленів є sekundärkommuner («вторинні муніципалітети»). Острів Готланд є винятком, через його географічні кордони, оскільки комуна Готланд також має обов'язки ради лену.
Історично Стокгольм був відокремлений від ленів і не перебував під юрисдикцією ради лену Стокгольм до 1967 року, а деякі інші великі міста були в ленах, але поза межами рад ленів. Міста виконували обов'язки рад ленів. Двома останніми такими містами були Мальме і Гетеборг до 1998 року.